# 池田定賢
池田 定賢（いけだ さだまさ）は、因幡若桜藩（鳥取西館新田藩）の第2代藩主。

## 生涯
元禄13年（1700年）7月16日、初代藩主・池田清定の兄に当たる鹿奴藩の初代藩主・池田仲澄の四男として鳥取で生まれる。同年12月、生後5か月の時に家老・池田知定（下池池田家）の養子となった。享保2年（1717年）に元服したが、享保3年（1718年）に叔父の清定が死去すると、その養子として家督を継ぐこととなり、松平姓を称した。12月18日に従五位下・近江守に叙位・任官する。
享保11年（1726年）5月に駿府加番に任じられる。その後も江戸城御門番などを歴任した。元文元年（1736年）9月7日、江戸で死去した。享年37。跡を長男の定就が継いだ。
定賢は育ての父である池田知定を実父のように慕い、若桜藩の清定の養子になった後もその情は変わらず、家臣に内緒で、あるいは理由をつけて外に出ては、知定の墓所である広徳寺を生涯にわたって墓参に訪れたという逸話がある。